# Q.E.D. (manga)
Q.E.D. (Q.E.D. 証明終了?, Q.E.D. Shōmei Shūryō) è una serie manga di narrativa poliziesca e mistero; creata e prodotta da Motohiro Katou, è stata pubblicata a partire dal 1997 al 2014 in 50 volumi.
Sono narrate le avventure di Sou, giovane appena laureato che incappa via via in tutta una serie di casi investigativi dopo il suo ritorno in Giappone, dagli Stati Uniti in cui si trovava a studiare. Lavora in coppia con l'amica Kana, venendo in tal modo a combinare così le proprie capacità deduttive con quelle più sociali della collega.
È stato adattato in un dorama stagionale all'inizio del 2009, trasmesso da NHK e che vede come protagonisti Aoi Nakamura e Ai Takahashi.
Dal gennaio 2015 inizia la serializzazione del seguito, intitolato Q.E.D. iff - proven end -, composto al momento da 5 volumi. 

## Personaggi
Sou Touma (燈馬 想?, Tōma Sō)
Anche se è un detective geniale, non è particolarmente interessato nell'andar alla ricerca di torti da raddrizzare; è piuttosto quasi sempre l'amica Kana che lo trascina, facendosi così coinvolgere in vari casi investigativi. Un tipo introverso ben noto per la sua spiccata intelligenza (poliedrica e con una vastissima gamme di conoscenze), anche e non particolarmente popolare.
I due ragazzi si conoscono quando Kana lo salva da un bullo all'interno di una sala giochi; da allora in poi vengono spesso veduti assieme. Il suo passato è avvolto nel mistero, si sa solo che si è laureato presso il MIT; di famiglia benestante, è in grado di parlare un certo numero di lingue, tra cui il francese ed è appassionato di archeologia e la biologia.
Kana Mizuhara (水原 可奈?, Mizuhara Kana)
Una ragazza vivace, un autentico maschiaccio che eccelle in quasi tutti gli sport (pratica con profitto judo e kendō). Coraggiosa, atletica e piuttosto carina; ha un grande cuore e la sua volontà di aiutare il prossimo attira Sou nei vari casi. Inseparabili, Kana trascina Sou quasi ovunque vada; lei nega categoricamente che siano fidanzati, ma un po' alla volta finiscono con lo sviluppare sentimenti reciproci.
È una studentessa popolare che assume spesso il ruolo di leadership. Ha un padre poliziotto.
Detective Mizuhara (水原 警部?, Tantei Mizuhara)
Padre di Kana, è un detective della polizia. Un tipo burbero con la barba sempre lunga.
Loki (ロキ?, Roki)
Nome reale di "Sid Verde" (シド・グリーン?, Sido Gurīn), un vecchio amico di Sou al MIT. Molto intelligente, anche se a volte grezzo ed individualista, oltre che esageratamente emotivo; lui e Sou sono come fratelli, pur essendo Loki di qualche anno più grande.
Viene soprannominato Loki, dal nome del dio malvagio della mitologia norrena; si diverte a creare indovinelli, giochi di parole e scherzi. Kana gli rimprovera spesso il fatto che fumi.
Eva Sukta (エバ・スクタ?, Sukuta Eba)
Amica e fidanzata di Loki, una ragazza asiatica dalla pelle scura.
Yuu Touma (悠冬馬?, Tōma Yū)
Sorella minore di Sou, una ragazzina molto intelligente con una spiccata predisposizione per le lingue (è un'autentica poliglotta).
Genitori di Sou e Yuu
Dei tipi ricchi e spesso in viaggio
Annie Craner (アニー・クレイナー?, Anī Kureinā)
Sou è stato testimone del suo omicidio quando ancora si trovava in America.